# Checoslováquia nos Jogos Olímpicos de Verão de 1928
A Checoslováquia nos Jogos Olímpicos de Verão de 1928 em Amesterdão, nos Países Baixos participou representada por 70 atletas, sendo 69 homens e apenas 1 mulher. Essa foi a terceira aparição do país nos Jogos Olímpicos de Verão.
Os atletas nacionais disputaram 51 modalidades diferentes de 14 esportes e conquistaram um total de 9 medalhas, sendo duas de ouro, 5 de prata e 2 de bronze, terminando em 14º lugar no quadro geral de medalhas da competição.

## Medalhistas

### Ouro
- Frantisek Ventura — Hipismo, Salto Individual;
- Ladislav Vácha — Ginástica, Barras paralelas masculinas;

### Prata
- Jan Hermanek — Boxe, Peso médio;
- Ladislav Vácha — Ginástica;
- Emanuel Loffler — Ginástica;
- Equipe nacional masculina — Ginástica
- Jindrich Maudr — Lutas.

### Bronze
- Emanuel Loffler — Ginástica;
- Jaroslav Skobla — Levantamento de pesos.